# Hans Erich Feine
Hans Erich Alfred Feine (* 21. März 1890 in Göttingen; † 6. März 1965 in Tübingen) war ein deutscher Rechtswissenschaftler.

## Leben
Hans Erich Feine war der Sohn des Theologieprofessors Paul Feine und der Bruder von Gerhart Feine. Seine Mutter war die Tochter eines Reichsgerichtsrates. Feine legte 1909 das Abitur in Breslau ab. Er studierte Rechtswissenschaft und Geschichte an den Universitäten Breslau, Freiburg, Berlin und Halle. Nach dem Studium war er Referendar in Lauchstädt bei Halle. Bei Paul Rehme wurde er an der Universität Halle 1913 promoviert mit der Arbeit Der Goslarische Rat bis zum Jahre 1400. Von 1914 bis 1918 war er Kriegsteilnehmer und zum Ende des Krieges Oberleutnant der Reserve. 1918 wurde er Assistent unter Ulrich Stutz am Kirchenrechtlichen Institut der Universität Berlin. 1920 erfolgte seine Habilitation mit einer von Rehme betreuten Arbeit über Die Besetzung der Reichsbistümer vom Westfälischen Frieden bis zur Säkularisation 1648–1803. Von 1920 bis 1922 war Feine Privatdozent für deutsches Recht. Eine Berufung nach Königsberg lehnte er ab.
Von 1922 bis 1931 lehrte Feine als ordentlicher Professor für bürgerliches Recht, deutsches Privatrecht und deutsche Rechtsgeschichte an der Universität Rostock. Von 1931 bis 1945 war er ordentlicher Professor für Rechtsgeschichte, Handels- und Kirchenrecht an der Universität Tübingen. Feine gehörte nicht der NSDAP an, doch feierte er Adolf Hitler und seine Bewegung überschwänglich.
1946 wurde Feine durch die französische Besatzungsmacht aus dem Beamtenverhältnis entlassen. 1949 erfolgte seine Versetzung in den Ruhestand. Die Universität Tübingen betrieb jedoch seine Rehabilitation. Im Zeitraum zwischen 1950 und 1955 übte er eine Lehrtätigkeit an der Philosophisch-Theologischen Hochschule Bamberg aus und hatte eine Lehrstuhlvertretung für Deutsche Rechtsgeschichte in München. Von 1955 bis 1958 war Feine erneut ordentlicher Professor für Deutsches und Kirchenrecht in Tübingen. 1958 wurde er endgültig emeritiert.
Feines Forschungsschwerpunkte waren Kirchenrecht, Handelsrecht und deutsche Rechtsgeschichte. Er war von 1922 bis 1965 Mitherausgeber der Zeitschrift der Savigny-Stiftung für Rechtsgeschichte. 1954 wurde er Ehrenmitglied des Instituts für Österreichische Geschichtsforschung. 1957 wurde er korrespondierendes Mitglied der Bayerischen Akademie der Wissenschaften und 1964 korrespondierendes Mitglied der Philologisch-historischen Klasse der Österreichischen Akademie der Wissenschaften. Feine gehörte seit 1945 auch der Tübinger Burschenschaft Derendingia an.
Der Nachlass von Hans Erich Feine befindet sich im Archiv der Universität Zürich.

## Schriften
- Der Goslarische Rat bis zum Jahre 1400 (= Untersuchungen zur deutschen Staats- und Rechts-Geschichte. Heft 120, ISSN 0083-4572). Marcus, Breslau 1913 (Zugleich: Halle, Universität Dissertation), (Neudruck: Scientia-Verlag, Aalen 1970, ISBN 3-511-04120-1).
- Die Besetzung der Reichsbistümer vom Westfälischen Frieden bis zur Säkularisation 1648–1803. Enke, Stuttgart 1921 (Nachdruck: Schippers, Amsterdam 1964).
- Tausend Jahre deutscher Reichssehnsucht und Reichswirklichkeit. Schaffstein, Köln 1935 (auch unter dem Titel: Tausend Jahre Deutsches Reich. Eine staats- und verfassungsgeschichtliche Studie. 3. Auflage, Köln 1941).
- Das Werden des deutschen Staates seit dem Ausgang des Heiligen Römischen Reiches 1800 bis 1933. Eine verfassungsgeschichtliche Darstellung. Kohlhammer, Stuttgart 1936, 2. Auflage 1944.
- Deutsche Verfassungsgeschichte der Neuzeit (= Grundrisse des Deutschen Rechts. Bd. 5). Mohr, Tübingen 1937, 2. Auflage 1940, 3. Auflage 1943.
- Reich und Kirche. Ausgewählte Abhandlungen zur deutschen und kirchlichen Rechtsgeschichte. Scientia-Verlag, Aalen 1966.
- Kirchliche Rechtsgeschichte. Band 1:[4] Die katholische Kirche. Auf der Grundlage des Kirchenrechts von Ulrich Stutz. Böhlaus Nachfolger, Weimar 1950, Nachdruck: wbg Academic, Darmstadt 2019, ISBN 978-3-534-27106-1.
- Territorium und Gericht. Studien zur süddeutschen Rechtsgeschichte. Eingeleitet und herausgegeben von Friedrich Merzbacher. Scientia-Verlag, Aalen 1978, ISBN 3-511-00877-8.